# Žumberak (općina)
Žumberak je općina u Hrvatskoj. Žumberak je područje južnog prigorja Žumberačkoga gorja. Žumberak je dobio ime po starome gradu Žumberku koji je izgorio 1793. godine.

## Zemljopisne značajke
Žumberačko gorje granično je gorje između Republike Hrvatske i Slovenije. Manji dio toga gorja - Samoborsko gorje često izdvajamo kao samostalno.
Žumberak se nalazi u središnjem dijelu Žumberka. Sa strane nalazi se ostaci staroga grada Žumberak (in dt. Quellen Sichelburgh). 1530. godine Žumberak naseljavaju uskoci i u starom gradu osnivaju uskočku kapetaniju. U godini 1793. stari grad nestaje u plamenu vatre.
Na Žumberačkom gorju ima nekoliko malih, izvornih naselja koje turisti rado obilaze (cijeli Žumberak je etnološko naselje). Naselja Sošice, Petričko Selo, Donji i Gornji Oštrc, Tomaševci, Kostanjevac, Kalje, Stojdraga, Poklek i mnoga druga cestovno su povezana s većim središtima - Samoborom, Breganom, Jastrebarskim, Krašićem, Ozljem, Karlovcem i dr.

## Stanovništvo
Zadnjih godina dolazi do oporavka nekad izrazito iseljeničkog kraja, čak se bilježi i doseljavanje novih obitelji željnih mira i prirode.
Prema popisu stanovništva 2011. godine, Općina Žumberak je imala 883 stanovnika, od kojih samo 6 živi u samom naselju. Najveće naselje i središte općine je Kostanjevac, u kojem živi 121 stanovnik.
Nacionalni sastav je homogen, Hrvati čine 99% stanovništva.
| broj stanovnika | 4017  | 5107  | 5623  | 6179  | 5975  | 5686  | 5537  | 5768  | 5274  | 5157  | 4461  | 3533  | 2438  | 1899  | 1185  | 883   | 609   |
|                 | 1857. | 1869. | 1880. | 1890. | 1900. | 1910. | 1921. | 1931. | 1948. | 1953. | 1961. | 1971. | 1981. | 1991. | 2001. | 2011. | 2021. |

| broj stanovnika | 37    | 51    | 55    | 77    | 78    | 84    | 74    | 62    | 59    | 58    | 47    | 37    | 27    | 19    | 8     | 6     | 9     |
|                 | 1857. | 1869. | 1880. | 1890. | 1900. | 1910. | 1921. | 1931. | 1948. | 1953. | 1961. | 1971. | 1981. | 1991. | 2001. | 2011. | 2021. |

## Povijest
Uz nešto nekadašnjeg domicilnog stanovništva koje je živjelo na prostoru Žumberka doseljeni su senjski uskoci koji su zadržali status uskoka do ukinuća hrvatske Vojne krajine, a poslije 1537. godine nakon pada Klisa, Žumberak naseljava i poznata plemićka obitelj Delišimunović (u dokumentima često i Delisimonovich, Dellisimunovich, Delljsimonovich i Dellissimunovich). Svi su muški članovi obitelji službovali u Vojnoj krajini. Petar Delišimunović bio je 1584. posljednji hrvatski zapovjednik u Blagaju, a kad su čete Hasan paše bosanskoga okupirale gotovo svu Hrvatsku do Kupe, hrvatske su se snage povukle.

## Gospodarstvo
- vinogradarstvo
- stočarstvo
- poljodjelstvo

## Poznate osobe
- Tadija Smičiklas - hrvatski povjesničar
- Krsto Delišimunović
- Petar Skok - hrvatski jezikoslovac
- Nikola Kekić - grkokatolički biskup
- Hinko Hranilović- hrvatski zemljopisac
- Petar Vid Gvozdanović - hrvatski podmaršal
- Karlo Pavao Gvozdanović - hrvatski general-bojnik

## Spomenici i znamenitosti
Jazovka je prirodna špilja kod Sošica, u koju su partizani 1943. i 1945. bacali suradnike i vojnike Nezavisne Države Hrvatske. Po nastanku Republike Hrvatske 1990. godine dugo skrivana tajna je izašla na vidjelo. Svake godine 15. svibnja održava se Sveta misa za žrtve koje su tu stradale.
- Crkva sv. Nikole s okolnim objektima

## Šport
Park prirode Žumberak-Samoborsko gorje sa svojim najvišim vrhom Sveta Gera, 1178 m pruža razne mogućnosti posebno za planinarenje, šetnje, lov i ribolov.

## Zanimljivost
Jedan od najzamršenijih dijelova granice između Hrvatske i Slovenije nalazi se u Žumberku. Činjenicama usprkos u tom se dijelu granice ne spominju bilo kakvi prijepori, s ijedne strane. Razlog su izraziti dobrosusjedski odnosi stanovništva oko granice, koje je tijekom Drugog svjetskog rata intenzivno surađivalo u Narodnooslobodilačkoj borbi. Česte su bile mješovite brigade i partizanski odredi. Poginulim borcima, Slovencima i Hrvatima, sagrađeno je spomen područje i zadnje počivalište u hrvatskome dijelu Žumberka, mjestu Sošice.

## Vanjske poveznice
- Službene stranice Općine Žumberak
- http://www.pp-zumberak-samoborsko-gorje.hr/